# Amerikansk pimpernöt
Amerikansk pimpernöt (Staphylea trifolia) är en art i familjen pimpernötsväxter. Den förekommer i centrala och östra USA, samt sydöstra Kanada. Arten odlas i Sverige som trädgårdsväxt.

## Synonymer
- Staphylea brighamii J.F.Macbr.
- Staphylea trifolia f. pyriformis Dore
- Staphylea trifolia var. typica C.K.Schneid.
- Staphylea trifoliata (Crantz) Marshall
- Staphylea trifoliata (Crantz) Payer
- Staphylodendron trifoliatum Crantz